# 住持
住持、方丈、堂頭和尚（亦簡稱「堂頭」）、住持職、住職、寺主，是佛教寺院之中，出家僧團的管理者與領導者。寺院具一定叢林規模、能掛單接眾，才有個住持的職位。沒掛單接眾的寺院只有位當家師，即監院，又可稱監寺、院主、主首、寺主。

## 含義和使用
“住持”為「久住世間護持佛法」之義。在日本較為常用「住職」一詞。
華人也稱道教宮觀的主持者為住持。西方的修道院院長也译為「住持」（男 Abbot，女 Abbess），其餘駐院的教士在中文翻譯為「僧侶」。

## 概論
隋唐時稱寺主，與上座、維那（都維那，知事）同為佛寺三綱，隋代因廣設道場亦稱道場主。宋宣和三年（1121年），被教主道君皇帝宋徽宗禁稱“主”字，改曰“管勾院門”、“同管勾院門事”；建炎年初，“勾”字因與高宗皇帝趙構的「構」字諧音，被避諱，再改成住持，一同被改為住持的還有負責化緣的“供養主”、尼庵管理者“住持”。
又称方丈，一說或因据《维摩诘经》说，身为菩萨的维摩诘居士的卧室只有一丈见方，但是容量无限；另一說禅宗寺院用来比喻住持所居的寝室爲“一丈四方之室”，故住持亦称方丈。
俗称堂头和尚，这是因为“出堂”（正式列队进入大殿或法堂）的时候，住持走在最前面。

## 日本佛教
以下是日本佛教各宗派對住持（住職）的稱呼。
|          | 一般住持               | 宗派或本山的首長 |
| -------- | ---------------------- | ---------------- |
| 律宗     | 和尚                   | 長老             |
| 天台宗   | 法印・和尚・阿闍梨     | 座主・執行       |
| 真言宗   | 和尚・方丈・阿闍梨     | 管長・長者・化主 |
| 臨濟宗   | 和尚・方丈・老師       | 管長             |
| 曹洞宗   | 和尚・方丈・老師       | 管長             |
| 淨土宗   | 和尚                   | 門主・法主・管長 |
| 淨土真宗 | 院家・院住・御前・御院 | 門主・門首・法主 |
| 日蓮宗   | 上人                   | 管長・貫首       |
| 其他     | 尊師・教務・院主       | 管主・別当・能化 |